# 黑岗站
黑岗站是位于黑龙江省龙江县黑岗乡的一个铁路车站，邮政编码161104。车站建于1947年，有滨洲铁路经过该站，现办理客运货运业务，车站及其上下行区间均已电气化。车站距离哈尔滨站303公里，隶属哈尔滨铁路局，是四等站。